# بتن شفاف

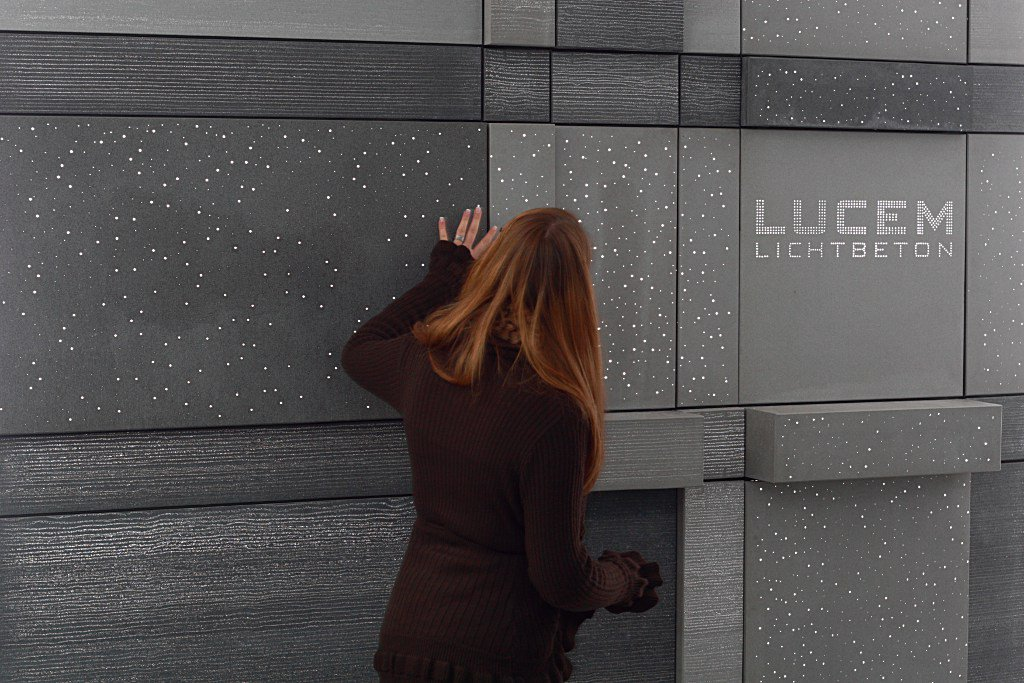
بتن شفاف

استفاده از فناوری نانو امکان تولید بتن شفاف را فراهم آورده که تحولی بزرگ در پهنه طراحی ساختمان‌ها و سازه‌های شهری همچون پل‌ها ایجاد نموده‌است. این نوع بتن با افزودن فیبرهای شیشه به مخلوط خرده سنگ، سیمان و آب به شیوه‌ای متفاوت با شیوه سنتی ساخت بتن، برای تولید محصولی خارق‌العاده تهیه می‌شود.

## تاریخچه
برای بار اول تولید قالب نور با استفاده از الیاف پیوسته در سال ۱۹۸۵ در ژاپن ثبت شد. اما محصول جدید لایتراکن اولین بار توسط آرون لوسنری معمار ۲۷ ساله مجارستانی در سال ۲۰۰۱ اختراع شد و بعد از موفقیت‌آمیز بودن طرح، لایتراکن شروع به ساخت کرده و فروش خود را در سال ۲۰۰۴ آغاز کرد. شرکت بازاریابی بتن شفاف در آلمان و با نام لایتراکن می‌باشد که این واژه نیز از بتن انتقال دهنده نور گرفته شده‌است.
بتن شفاف در طی سالیان گذشته کشف شده‌است و در صنعت ساختمان مورد استفاده قرار گرفته‌است، یعنی از زمانی که رومیان اختراع کننده، استفاده از مصالح جدید در ساختمان‌ها شدند و در قرن نوزدهم بتن به معنای امروزی شکل گرفت و توسعه یافت تا به امروز میلیون‌ها تُن از این ماده مقاوم در ساختمان‌ها، سدها، خیابان‌ها و… ساخته شده‌است.
امروزه از آن بعنوان یکی از مهمترین عناصر سازه ای یاد می‌کنند. تحقیقاتی که بر روی عناصر تشکیل دهنده بتن انجام شده بیشتر در جهت تأمین مقاومت و خواص دیگرآن از جمله کارایی، دوام، نفوذ پذیری و غیره بوده‌است.

## لیتراکن –بتن عبور دهنده
ارن در سن ۲۷سالگی هنگامی که در کالج سلطنتی هنرهای زیبای استکهلم مشغول به تحصیل بود، لیترا کن را کشف کرد و در سال ۲۰۰۴ شرکت خود را با نام لیترا کن تأسیس نمود. وی در سال ۲۰۰۶ میلادی با شرکت‌های بزرگ مصالح نوین ساختمانی جهت تولید انبوه به توافق رسید.
لیتراکن محصول منحصر به فردی است که امروزه به عنوان یک متریال ساختمانی جدید و پیشرفته با قابلیت‌های بالا مطرح شده‌است. این محصول از ترکیب %۹۶ بتن معمولی %۴ فیبر تولید شده‌است. در ابتدا چنین به نظر می‌آید که این محصول یک ساختار دو جزئی دارد. اما چنین نیست! چون فیبرها به قدری کوچک هستند که یک ترکیب دانه بندی همگن را به وجود اورده‌اند.
هزاران فیبر نوری شیشه‌ای بین دو وجه اصلی بلوک بتنی قرار می‌گیرند و باعث عبور نور می‌شوند. قابل ذکر است این الیاف نوری که قابلیت انعطاف‌پذیری زیادی را دارا هستند را هیچ گونه تأثیر منفی بر روی مقاومت کششی یا فشاری بتن می‌گذارند.
نکته‌ای که در این‌جا بر زیبایی کاربرد لیتراکن می‌افزاید همرنگ بودن رنگ نور و سایهٔ ایجاد شده‌است. پس اگر به لیتراکن نور آبی بتابد سایه ایجاد شده آبی خواهد بود و سایه قرمز هم حکایت از تابش نور قرمز دارد.
از نظر تئوری فیبرهای به کار رفته در لیترا کن قادر به انتقال نور در بتنی به ضخامتی حدود ۲۰ متر است که در نوع خودش بسیار بی‌نظیر است.
موارد کاربردی لیتراکن
- ۱- دیواره‌ها: رایج‌ترین حالت ممکن برای استفاده از لیتراکن در ساخت دیواره‌های داخلی و خارجی است. لیتراکن را با توجه به میزان استحکام دیوار و پارامترهای دیگر می‌توان ضخیم تریا باریک‌تر تولید کرد. همچنین چون با عبور نور ضخامت دیوار محسوس است می‌تواند عاملی برای نشان دادن سنگینی و استحکام دیوار در مکان‌های خاص باشد و در عین حال به تشدید کنتراست بین نور و ماده می‌افزاید.

راستای شرقی – غربی، بهترین حالت ممکن کاربری دیوارهای لیتراکنی را فراهم می‌سازد تا اشعه آفتاب در زمان طلوع و غروب خورشید با راستای کمتری به دیوار بتابد و شدت نور بیشتری قابل مشاهده باشد.
- ۲- کف پوشها: وقتی لیترا کن به عنوان یک پوشش کف به کار می‌رود، یکی دیگر از شگفتی‌های نهان خود را آشکار می‌سازد.

از طلوع آفتاب و در طول روز که نور به آن می‌تابد مانند یک بتن معمولی به نظر می‌رسد و هنگام غروب نیز بلوک‌های کف در رنگ‌های منعکس شده از نور به زیبایی شروع به درخشیدن می‌کنند.
- ۳- دکوراسیون داخلی: نورپردازی در دکوراسیون داخلی و ایجاد حس در یک فضا یک بحث مهم غیرقابل انکار است. لیترا کن در این زمینه به کمک یک دکوراتور داخلی می‌آید. این ماده عجیب می‌تواند به صورت بلوک یا پانل و در رنگ‌های مختلف جلوه‌ای خاص به فضای درونی ساختمان بخشد. هم‌اکنون لیترا کن به سه رنگ سیاه، سفید و خاکستری در بازار موجود است.

دیوارهایی که با لیتراکن ساخته شده‌اند از پشت نور پردازی می‌شوند تصویر بسیار زیبایی از اجسام محوطه به وجود می‌آورند. با استفاده از لیتراکن می‌توان زیبایی‌های خارج از فضا را در عین سکون به داخل ینا آورد.
لیتراکن علاوه براینکه به عنوان یک متریال مجزا شناخته شده‌است، می‌تواند در خدمت صنایع دیگر نیز قرار گیرد. به عنوان مثال در طراحی لامپ لیتراکیوب (Litracub Lamp) چندین بلوک لیتراکنی روی هم قرار می‌گیرند و مکعبی را تشکیل می‌دهند تا منبع نور در داخل آن قرار گیرد و نور پس از عبور از بتن به بیرون ساطع گردد.

## مسلح کردن لیتراکن
جدا از این که انواع عایق‌های حرارتی و صوتی متناسب با لیترا کن تولید شده‌اند در نوع استحاک یافته آن شیارهایی در داخل بتن تعبیه می‌گردند که میلگردهایی به صورت عمودی یا افقی در این شیارها قرار می‌گیرند و همان‌طور که قبلاً ذکر شد چون فیبرهای نوری به کار رفته در لیتراکن خاصیت انعطاف‌پذیری خوبی دارند، اطراف میلگردها را می‌پوشانند و از نمایش آن‌ها جلوگیری می‌کنند.
در چنین آزمایش و پروژه موفقیت بتن مسلح لیترا کن به اثبات رسیده‌است.

## مشخصات تکنیکی لیتراکن
حد اقل فیبر موجود %۴ و حداکثر آن %۵ می‌باشد و از هر %۴ فیبر اپتیکی به کار رفته فقط %۳ نور تابیده شده عبور می‌کند.
دانسیتهٔ بتن لیتراکن بین ۲۱۰۰ تا ۲۴۰۰ کیلوگرم بر متر مکعب است.

## ویژگی‌های بتن شفاف
- می‌توان دیوار با هر ضخامتی توسط لایتراکن‌ها ساخت…
- می‌توان نور را تا ۲۰ متر در سراسر بتن بدون اتلاف روشنایی انتقال دهد.
- اگر از این ماده بیشتر و بیشتر در ساختمان‌سازی استفاده شود. نور طبیعی بیشتری می‌تواند برای نور دفاتر و انبارها استفاده شود. این می‌تواند منجر به کاهش زیاد در مقدار الکتریسیته استفاده شده برای نور ساختمان‌ها شود.
- معماران قادر به طراحی و ساخت طیف وسیعی از سازه‌ها که بسیار مناسب برای کف‌ها، پیاده‌روها، بلوک‌های ساختمانی، پانل‌ها و دیوارهای باربر هستند.
- کاربرد این محصول در صنعت ساختمان برای دیوارها می‌باشد، در چنین حالتی هر دو سمت دیوار و ضخامت دیوارها قابل رویت هستند؛ و در هر دو سمت داخلی و خارجی می‌تواند مورد استفاده قرار بگیرد.
- قابلیت استفاده به عنوان سازه باربر را نیز داراست و می‌تواند به حالت مسلح نیز ساخته شود.
- به صورت پیش‌ساخته و در رنگ‌های متنوع ساخته می‌شود.
- تیرهای بتنی پیوسته تا طول ۲۰ متر می‌سازد که الیاف، نور را به تمام طول انتقال می‌دهند.
- دقت تولید آن بسیار بالاست.
- می‌تواند به شکل قطعات تیر، راه پله‌ها، پانل‌های آسانسور، پوشش دیوار، جداکننده اتاق و… به کار رود.[۴]

## مشخصات تکنیکی بتن شفاف
مشخصات بتن‌های ساخته شده با روش فوق به شرح زیر می‌باشد:
- میزان فیبر حداکثر ۵ درصد کل بلوک
- عبور ۳ درصد نور تابیده از هر ۴ درصد کل فیبر موجود
- چگالی ۲۴۰۰–۲۱۰۰ کیلوگرم بر سانتیمتر مکعب
- مقاومت فشاری ۴۹ نیوتن بر میلی‌متر مربع در بدترین حالت و ۵۶ نیوتن بر میلی‌متر مربع در بهترین حالت
- مقاومت خمشی معادل ۷/۷ نیوتن بر میلی‌متر مربع
- اندازه بلوکها: ضخامت mm500-۲۵، عرض حداکثر mm600، ارتفاع حداکثر mm300.[۵]

## موارد کاربرد بتن شفاف
1. دیوار: به عنوان متداول‌ترین حالت ممکن این بتن می‌تواند در ساختن دیوارها مورد استفاده قرار گیرد. به این ترتیب هر دو سمت و همچنین ضخامت این ماده جدید قابل مشاهده خواهد بود؛ بنابراین سنگینی و استحکام بتن به عنوان ماده اصلی لایتراکن محسوس تر می‌شود و در عین حال انتقال بین نور و ماده شدیدتر می‌شود. این ماده می‌تواند برای دیوارهای داخلی و خارجی مورد استفاده قرار گیرد. به خاطر استحکام زیاد این ماده می‌توان از آن برای ساختن دیوارهای باربر هم استفاده کرد. در صورت نیاز، مسلح کردن این ماده نیز ممکن است. انواع دیوار با عایق حرارتی نیز در دست تولید است.
2. کف پوش‌ها: وقتی لیتراکن به عنوان یک پوشش کف به کار می‌رود، یکی دیگر از شگفتی‌های نهان خود را آشکار می‌سازد. از طلوع آفتاب و در طول روز که نور به آن می‌تابد مانند یک بتن معمولی به نظر می‌رسد و هنگام غروب نیز بلوک‌های کف در رنگ‌های منعکس شده از نور به زیبایی شروع به درخشیدن می‌کنند.
3. طراحی داخلی: از این نوع بتن عبور دهنده نور می‌توان برای روکش دیوارها در طراحی داخلی استفاده کرد به صورتی که از پشت نورپردازی شده باشند و می‌توان از نورهای رنگی متنوع برای ایجاد حس فضایی مورد نظر استفاده کرد. لیتراکن می‌تواند به صورت بلوک یا پانل و در رنگ‌های مختلف جلوه‌ای خاص به فضای درونی ساختمان بخشد. لیتراکن به سه رنگ سیاه، سفید و خاکستری در بازار موجود است.
4. لامپ لایتراکیوب: یکی ازمحصولات موفق لایتراکان در زمینه طراحی، لامپ لایتراکیوب است که در آن بلوک‌ها با قرارگیری روی هم مکعبی را تشکیل می‌دهند که منبع نور در داخل آن قرار دارد و نور با عبور از بتن به بیرون ساطع می‌شود.
5. بلوک‌ها:مسلح کردن بلوک بتنی عبور دهنده نور: در صورت نیاز به مسلح کردن این بتن شیارهایی در داخل آن تعبیه می‌شوند. در حین ساختن دیوارها، میلگردها به صورت عمودی یا افقی در این شیارها قرار می‌گیرند و فیبرهای اپتیکی به خاطر خاصیت انعطاف‌پذیری خود در اطراف میلگردها جمع می‌شوند و به این ترتیب میلگردها دیده نمی‌شوند.
6. کاربرد در هنر:با پیشرفت‌های تکنولوژی و ارائه خلاقیت طراحان و مجسمه سازان با ابزارهای مختلف، پتانسیل و قابلیت بتن توسط هنرمندان گوناگون در تمام جهان مورد استفاده قرار گرفته‌است.[۶]